# キュレネのプトレマイス

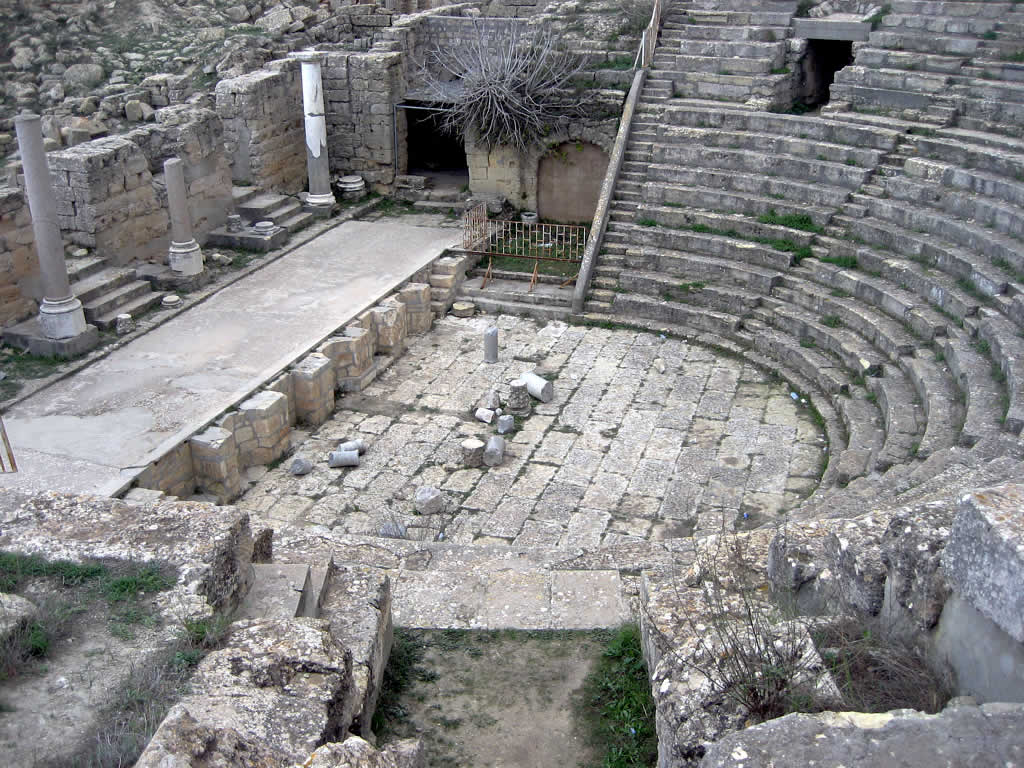
キュレネの劇場跡

キュレネのプトレマイス（古代ギリシア語: Πτολεμαῒς ἡ Κυρηναία）は、『ピュタゴラス学派の音楽理論』（Πυθαγορικὴ τῆς μουσικῆς στοιχείωσις）という書物を著した古代の和音理論家、女性の哲学者である。生没年不詳であるが、紀元前3世紀よりも前でなく、紀元後1世紀よりも後でないと考えられ、おそらく紀元1世紀ごろに生きていたとされる:101。著作は失われたが、断片が引用により現代に伝わっている。

## 生涯
プトレマイスがどのような生涯を送った人物であるのか、ほとんど何もわかっていない。唯一、プトレマイスの著作『ピュタゴラス学派の音楽理論』（Πυθαγορικὴ τῆς μουσικῆς στοιχείωσις）からの引用が、クラウディオス・プトレマイオスの『ハルモニア論』に対してテュロスのポルピュリオスの付した注釈（Εις τα αρμονικα Πτολεμαιου υπομνηματα）の中にある:99。ポルピュリオスは彼女の名前に4回言及しており、最初の1回目で「キュレナイア」（ἡ Κυρηναία）という形容詞化地名と共にその名を呼んでいるため、プトレマイスはキュレネ出身であることがわかる。また、「プトレマイス」という女性名は、ヘレニズム時代の始まりとともに使われるようになった名前であるため、紀元前3世紀以後の人物であると推定される。
キュレネは北アフリカに位置したギリシア人の植民都市であり、エラトステネスや、アリスティッポスとその娘アレテの出身地でもある。アレテの息子小アリスティッポスにより理論化されたキュレネ学派は、基本の教説にピュタゴラス学派の要素を含み、エラトステネスは音楽理論に多くの関心を寄せていた:100。プトレマイスは、ピュタゴラス主義について文献を書き残した何人かの女性の一人である:99。

## 作品
作品は教理問答の形式で書かれ、プトレマイスは、音楽を知るにあたって理性と感覚の適切な役割は何かという問題に関する討論を通して、音楽理論について述べている。"canonici" と呼ばれるピュタゴラス学派の理論家は、音楽の基礎に合理性と数学があるとしており、プトレマイスがピュタゴラス学派に属していたことは明らかであるにもかかわらず、アリストクセノス派の "musici" と呼ばれる経験主義者たちは、プトレマイスを引用する際にあからさまな敵意を示してはいない。このことから、プトレマイスの言説が引用された時代には、あるいは、引用者の観点からは、演繹主義と経験主義という方法論の相違が絶対的なものではなかったと考えられる:104-105。プトレマイスは、アリストクセノスの理論を（その支持者とは異なり）ありのまま捉えようとする傾向にあった。彼女の理解では、アリストクセノスは、知覚と理性、それぞれの重要性を等しいものとして捉えた。プトレマイスの解釈は同様の立場を取る音楽理論家に引用された。プトレマイスは、以下に引用するように、ピュタゴラス派の音楽理論においては知覚が可換的役割を有するものされていることを強調することさえしている。
| 「 | 理性と知覚の結合を支持する者たちの特徴は何か。理性には知覚と同様に同じだけの重要性があり、その逆もまた同じという考えを採用する者がいる一方で、いずれか一方が主であり残る一方が従であるという考えをする者もいる。タランタスのアリストクセノスは、両者を同じように取り扱う。知覚されたものは理性がない限りそれ自体では成立し得ないし、理性の強度は知覚から出発しない限り何かを確立できるほどに充分なものでもない。知覚について理論化する試みは、またもや解決を見ることがないのである。 アリストクセノスが知覚を理性に先んじることを望むのはなぜか。 それが重要であるからではなく、その順序であるからである。というのも、アリストクセノスは「知覚しえるものが把握されるとき、それが何であれ、私たちは、それの理論的検討のために理性を働かせなければならない」と言うからである。 知覚と理性を共に扱うのは誰か。 ピュタゴラスとその教説を受け継ぐ者たちである。なぜなら、彼らは知覚を理性の始まりにおいて理性を導くものとするからである。彼らによると知覚は理性に発端を与えるものである。理性が、そのような始まりをしないで出発した場合、理性は知覚と分離され、理性それ自体で機能するものとなる。したがって、もし全体構成が理性の吟味によってもはや知覚と一致しないことが判明したら、ピュタゴラス学派の者たちは顧慮することなく、次のように主張する。知覚したものは誤りである、そして、理性自身が誤っているものに気づき、知覚を拒絶するのである、と。 | 」 |

これと同じ節において、プトレマイスは極端な主張していた両学派の哲学者をそれぞれ批判する。プトレマイスによる批判は、知覚の役割をまったく認めない（この説は「始まりにおいて何かを知覚するとする」説と矛盾する）「musici との論争を楽しむピュタゴラス学徒」や、アリストクセノスの理論は楽器の実践に先んじた思想に基づいていたものであったとするアリストクセノスを奉じる一部の musici に及ぶ。プトレマイスによると、極端なアリストクセノス派は、「知覚を権威的にみなし、理性はそれに付き従うもの、単に必要なだけのもの」とみなしているという。

## 関連文献
- Andrew Barker, Greek Musical Writings, vol. 2, Harmonic and Acoustic Theory, Cambridge University Press, 1989, pp. 239–242
- Flora R. Levin, Greek Reflections on the Nature of Music, Cambridge University Press, 2009, Chapter 7: "Aisthēsis and Logos: A Single Continent"